# Bataille de Mézières
Ne doit pas être confondu avec Combat de Mézières.
Pour les articles homonymes, voir Mézières.
La bataille de Mézières s'est déroulée du 8 au 11 novembre 1918, dans le cadre de la dernière offensive en Lorraine lancée par Foch le 26 septembre. 
Cette bataille a été menée pour forcer les passages de la Meuse entre Vrigne-Meuse et Lumes, juste avant l'armistice du 11 novembre 1918.